# Абзац
Абза́ц (нем. Absatz «раздел, часть текста») — отрезок письменной речи, состоящий из одного или нескольких предложений.

## Общая информация
Абзац, обозначая своего рода «цезуру», является единицей членения текста, промежуточной между фразой и главой, и служит для группировки однородных единиц изложения, исчерпывая один из его моментов (тематический, сюжетный и т. д.). Выделение фразы в особый абзац усиливает падающий на неё смысловой акцент. Абзац способствует правильному и быстрому восприятию текста.
Абзац — малоисследованный компонент литературной формы, имеющий композиционное, сюжетно-тематическое, ритмическое значение и связанный со стилем автора. Характерны, например, краткие абзацы в импрессионистической прозе — симптомы раздробленности, афористичности мысли; или например возвращение к длинному абзацу в несколько страниц у Марселя Пруста, связанное со стернианской, так называемой «спиралевидной цикличностью» его изложения. Особенно выразителен абзац у Андрея Белого, который выделяет в особые абзацы даже отдельные части фразы, подчёркивая этим тематическую значимость, ритмическое развитие выделяемых частей.
Для выделения абзаца его, помимо новой строки, печатают с красной строки, то есть делают абзацный отступ. Выражение «красная строка» происходит из Древнего Египта, в некоторых образцах письменности которого основной текст выводился чёрными чернилами, однако новый параграф начинался красными. Как отмечал Дмитрий Кузьмин, красная строка как способ выделения абзаца вариативна: в частности, отступ может заменяться обратным отступом (втяжкой); при этом красная строка не является в чистом виде оформительским элементом, а относится к структуре текста, не допуская ни «слипания» соседних абзацев, ни их отрыва друг от друга, возникающего при характерной для сетевых публикаций замене красной строки на пустую строку (отбивку) между абзацами.
Контроль висячих строк — слежение за тем, чтобы при переносе абзаца на следующую страницу не получилось одинокой строки в начале или конце страницы.